# Acropyga urichi
Acropyga urichi är en myrart som beskrevs av Weber 1944. Acropyga urichi ingår i släktet Acropyga och familjen myror. Inga underarter finns listade i Catalogue of Life.